# Dibamus deharvengi
Dibamus deharvengi là một loài thằn lằn trong họ Dibamidae. Loài này được Ineich miêu tả khoa học đầu tiên năm 1999.